# Depotfund von Stollhof
Der Depotfund von Stollhof in der Gemeinde Hohe Wand in Niederösterreich wurde 1864 von einem Hirten oberhalb von Stollhof in 700–800 m Höhe entdeckt. Das Depot aus dem 4. Jahrtausend v. Chr. (ältere Kupferzeit) mit Kupferfunden ist der älteste Goldfund Österreichs und der zweitälteste weltweit. Er besteht aus:
- neun Spiralröllchen, mit Längen zwischen etwa 5,6 und 24 cm
- sechs Doppelspiralanhängern, aus rundem Draht, davon zwei eng gewickelt mit kleiner Mittelschlaufe und vier locker gewickelt mit großer Mittelschlaufe. Die äußeren Durchmesser liegen zwischen 10,1 und 12,3 cm.
- zwei Flachbeilen, Länge etwa 14 und 16,5 cm
- zwei Armspiralen, (9,5 und 10 Umgänge) Querschnitt 5,0 und 5,5 cm; Länge 7,0 und 7,5 cm
- zwei Goldscheiben, Durchmesser 10,6 und 13,8 cm; Gewicht 71 und 121 g
- einem eberzahnförmigen Zierblech; Länge 15,2 cm.

Die Goldscheiben zeigen drei gedrückte Buckel und Punktverzierung. Paarweise durchgeschlagene Löcher dienten der Befestigung. Zu den Scheiben sind Parallelen aus Brześć Kujawski, Jordansmühl (Polen – teilweise mit Beifunden) und Zalaszentgrót (Csáford, Ungarn) bekannt, die bestätigen, dass es sich bei Stollhof um einen geschlossenen Fundkomplex handelt.
Ein Beil wurde von Pál Patay als dem Typ Szakalhát zugehörig bezeichnet, der für die Bodrogkeresztur-Kultur typisch ist.
Der Fund soll ursprünglich mehr Gegenstände enthalten haben, denn zwei der anfänglich acht erwähnten Doppelspiralen und vier Brillenspiralen aus einem Draht mit 50 % Gold- und Silberanteil sind nicht ins Naturhistorische Museum Wien gelangt.
Animiert durch die Funde, scheinen sich viele Bewohner über Jahre mit Raubgrabungen beschäftigt zu haben. Man sprach von einer „beinahe krankhaften Neigung, Alterthümer zu entdecken und zu verwerten“.